# Ioánna Spitéri-Veropoúlou
Pour les articles homonymes, voir Spiteri (homonymie).
Ioánna Spitéri-Veropoúlou (en grec moderne : Ιωάννα Σπητέρη-Βεροπούλου ; 1920 - 2000) est une sculptrice grecque de la période de l'après-guerre et une représentante du mouvement de l'expressionnisme.

## Biographie
Originaire de la ville de Smyrne, en Asie Mineure, en 1941, elle épouse le critique d'art Tónis Spitéris. Au cours de la période entre 1947 et 1952, elle suit des études de droit au sein de l'université d'Athènes, ainsi que de sculpture au sein de l'école des beaux-arts d'Athènes, où elle est l'élève du sculpteur de renom Michaḯl Tómbros,. Durant la période entre 1958 et 1963, elle vit à Venise, puis à Paris durant les treize années suivantes. À partir de 1976, elle vit et travaille à Athènes et à Paris. Elle présente ses œuvres pour la première fois lors d'une exposition individuelle en 1960, suivie de nombreuses autres en Grèce, ainsi qu'à l'étranger. Elle participe à des expositions telles que Greek Artists (New York, 1958), le Salon des réalités nouvelles (1963, 1965), ainsi qu'à la 8e Biennale de São Paulo (1963). Au cours des années 1980, Spitéri et son mari font don de leurs archives, de leur bibliothèque, ainsi que des œuvres de l'artiste à la Fondation d'art « Tellóglion » à Thessalonique,. Elle meurt en 2000, dans la ville d'Athènes, à l'âge de 80 ans. 

## Son œuvre
Son apprentissage auprès de Tómbros, ainsi que et son séjour à l'étranger influencent son style artistique. Elle est classée parmi les artistes du mouvement expressionniste, avec des influences évidentes, dans ses premières œuvres, du cubisme. Ses œuvres ultérieures se distinguent par une préférence pour les formes géométriques strictement structurées, ainsi qu'une passion pour le caractère ludique des ombres légères créées par la lumière naturelle sur le matériau en question. Ses sculptures sont souvent de taille monumentale et se situent dans des espaces publics en Grèce et en France. Elle conçoit également des costumes pour le compte de diverses représentations théâtrales.